# Silke Ruth Laskowski
Silke Ruth Laskowski (* 1965) ist eine deutsche Juristin und Hochschullehrerin.

## Leben
Laskowski studierte an den Universitäten von Heidelberg und Hamburg. Nach dem Zweiten Staatsexamen wurde sie 1995 zunächst Rechtsanwältin in Hamburg, bevor sie Projektforschung am Umweltbundesamt betrieb. Nach der Promotion 1997 an der Universität Hamburg zum Dr. iur. war sie anschließend wissenschaftliche Assistentin an der Hamburger Universität. Dort habilitierte sie sich 2006. Anschließend lehrte sie 2006 als Privatdozentin für Staats- und Verwaltungsrecht, Völkerrecht und Europarecht, Schwerpunkt Umweltrecht in Hamburg und seit 2009 als Professorin für Öffentliches Recht, Völkerrecht und Europarecht, Schwerpunkt Umweltrecht an der Universität Kassel.
Im September 2019 gehörte sie zu den etwa 100 Staatsrechtslehrern, die sich mit dem offenen Aufruf zum Wahlrecht Verkleinert den Bundestag! an den Deutschen Bundestag wandten. Laskowski beschäftigt sich regelmäßig mit der Frage paritätischer Wahllisten für deutsche Parlamente.
Sie ist Verfahrensbevollmächtigte des Vereins   Parité in den Parlamenten  für eine Wahlprüfungsbeschwerde beim Bundesverfassungsgericht gegen die Bundestagswahl 2025. Hiermit soll die Rechtmäßigkeit der Bundestagswahl 2025 im Hinblick auf die Unterrepräsentation von Frauen im deutschen Bundestag geprüft werden.

## Schriften (Auswahl)
- Die Ausübung der Prostitution. Ein verfassungsrechtlich geschützter Beruf im Sinne von Art. 12 Abs. 1 GG. Frankfurt am Main 1997, ISBN 3-631-32156-2.
- Das Menschenrecht auf Wasser. Die rechtlichen Vorgaben zur Sicherung der Grundversorgung mit Wasser und Sanitärleistungen im Rahmen einer ökologisch-nachhaltigen Wasserwirtschaftsordnung. Tübingen 2010, ISBN 978-3-16-149507-6.
- Berlin braucht Parität!: Juristisches Gutachten zu einem Paritätsgesetz im Land Berlin, Friedrich-Ebert-Stiftung, Bonn 2020, ISBN 978-3-96250-643-8.